# U 655 (Kriegsmarine)
De U 655 was een Duitse U-boot van de Kriegsmarine tijdens de Tweede Wereldoorlog. De U 655 werd gecommandeerd door korvetkapitein Adolf Dumrese.

## Geschiedenis
In september 1941 waren de eerste konvooien uitgevaren die oorlogsmaterieel van de Britse eilanden naar Rusland brachten, en de Duitse U-boten die in Noorwegen lagen, begonnen met de strijd tegen deze konvooien. Nergens gedurende de gehele oorlog waren de omstandigheden voor beide partijen zo moeilijk en gevaarlijk als daar: stormen, lage temperaturen, het voortdurende aanwezige gevaar van pakijs binnen de Poolcirkel en de moeilijkheid van ononderbroken daglicht in de zomer en ononderbroken duisternis in de winter. De konvooien hadden ongeveer drie weken nodig voor hun reis naar Moermansk of Archangelsk en de lengte van de reis was afhankelijk van de grens van het pakijs, maar was soms wel 2.000 zeemijl.
Op 20 maart 1942 vertrok het konvooi PQ-13 uit Reykjavik naar Rusland, en een dag later vertrok QP-9 uit Moermansk naar Groot-Brittannië. De aanval op deze konvooien was geen succes. U 655 was de enige Duitse U-boot die konvooi QP-9 vond en de U-boot werd door de escorterende mijnenveger HMS Sharpshooter geramd en tot zinken gebracht.

## Ondergang
De U 655 werd tot zinken gebracht op 24 maart 1942 in de Barentszzee, bij benadering, positie 73° 0′ 0″ NB, 21° 0′ 0″ OL nadat hij geramd werd door de Britse mijnenveger HMS Sharpshooter. Hierbij vielen 45 doden, waaronder de commandant, korvetkapitein Adolf Dumrese.